# Stolnica Gospe revščine, Pereira
Stolnica Gospe revščine (špansko Catedral de Nuestra Señora de la Pobreza) je stolnica oziroma cerkev katoliškega čaščenja v mestu Pereira v Kolumbiji, glavnem mestu departmaja Risaralda. Posvečene je Devici Mariji z vzdevkom Devica revščine.
Je glavna cerkev škofije Pereira in jo je 18. decembra 1952 z bulo papež Pij XII. povzdignil v stolnico.
Stoji na zahodni strani Plaza de Bolívar, med ulicami 20 in 21 s Carrera 7, v središču mesta.

## Zgodovina
Ustanovitev prebivalstva Pereire leta 1863 s strani Caucanov z imenom Cartago Vieja je pomenila izhodišče za postavitev mesta in njegovih glavnih občinskih stavb. Prvi parceli za gradnjo cerkve je Agrarna komisija odstopila 6. maja 1874 na zahodni strani trga Plaza de Bolívar, takrat imenovanega Plaza Victoria , ki so ji postopoma dodajali druge površine do leta 1883, ko je bil prostor za dokončanje pripravljen za dokončno ureditev objekta, ki bi zavzemal celotno severno stran bloka zahodno od trga. 6 let se je mesto imenovalo Cartago Viejo, leta 1869 pa mu je občina Cartago dala ime Villa de Pereira v čast Franciscu Pereiri Martínezu, premožnež, posestnik, odvetnik, naturist in politik iz Cartaga.
Prvotno stavbo, dokončano leta 1890, je močno prizadel potres 20. marca 1906 in jo je po podpisu pogodbe z duhovnikom Joséjem Marío Lópezom obnovil Heliodoro Ochoa. V 20. stoletju je prebivalstvo raslo in tudi pomen cerkve.
Po potresu leta 1999 je bila stavba ponovno močno poškodovana in pri obnovitvenih delih so pod stavbo našli pomembne arheološke ostanke ter človeške ostanke prvih naseljencev prebivalstva Cartago Viejo, prve španske naselitve, opuščene leta 1691. Obnovitvena dela so trajala tri leta z uporabo strukture guadua (Guadua je neotropski rod trnastih, grudastih bambusov v družini trav, ki segajo od zmernih do zelo velikih vrst), ki je služila kot "nadomestna stolnica".

## Opis
Cerkev ima eno podolgovato bazilikalno nadstropje z glavno ladjo in dvema stranskima z več kapelami. Vsebuje 13 tisoč kosov lesa rastline  Aniba perutilis iz družine lauraceae (endemična za Kolumbijo), ki podpirajo kupolo, kar lahko primerjamo s srednjeveškim romanskim slogom. Na zunanji strani ima dva majhna stranska stolpa in uro na sprednji strani, ki zaključuje fasado.
Stene v notranjosti cerkve imajo izpostavljene opeke, okrašene z mozaiki, ki odražajo bizantinski slog, podoben tistemu v prvih krščanskih in pravoslavnih cerkvah. Kapiteli so izdelani iz enakega lesa kot ostrešje, na kupoli transepta pa se pojavljajo kerubi, evangelisti, delo Lisandra Tirada. Strop krasijo platna, ki jih je leta 1932 naslikal José Moreno.